# روز سنت دیوید

روز سنت دیوید (به انگلیسی: Saint David's Day؛ ویلزی: Dydd Gŵyl Dewi با تلفظ ولزی: [dɨ:ð ɡʊɨl ˈdɛui]) جشنی است برای سنت دیوید، قدیس حامی ولز که در نخستین روز ماه مارس برگزار می‌شود.
باور بر آن است که سنت دیوید در آن روز در ۶۰۱ میلادی درگذشته است. در قرن ۱۸ این روز در ولز جشن ملی اعلام شده بود.
در سال ۲۰۱۶ در این روز گوگل به این مناسبت گوگل دودل را تغییر داد.

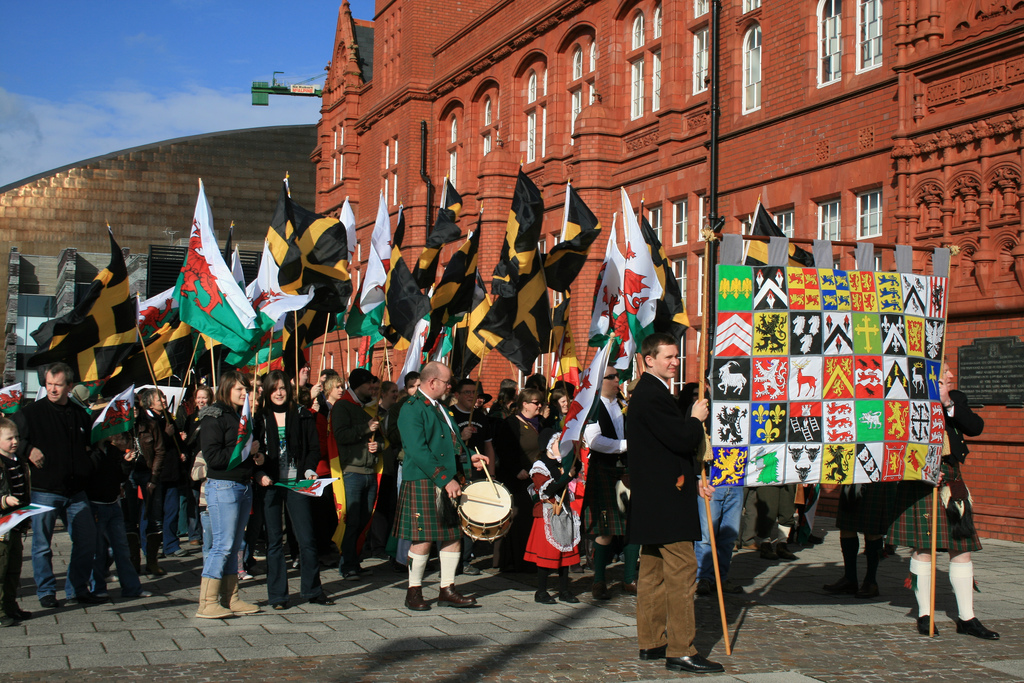
جشن روز سنت دیوید در خلیج کاردیف ۲۰۰۸

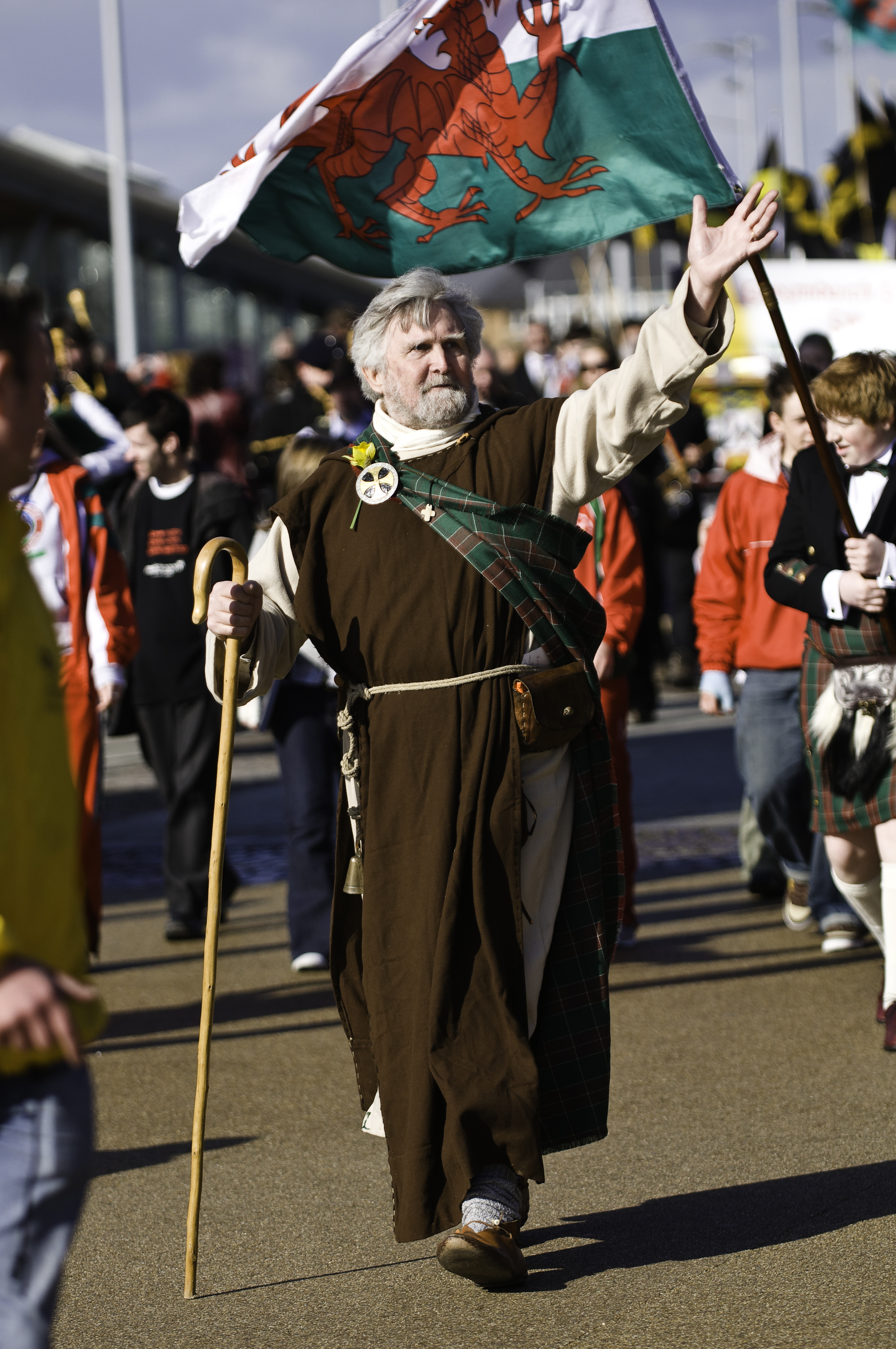
جشن روز سنت دیوید در خلیج کاردیف ۲۰۰۹

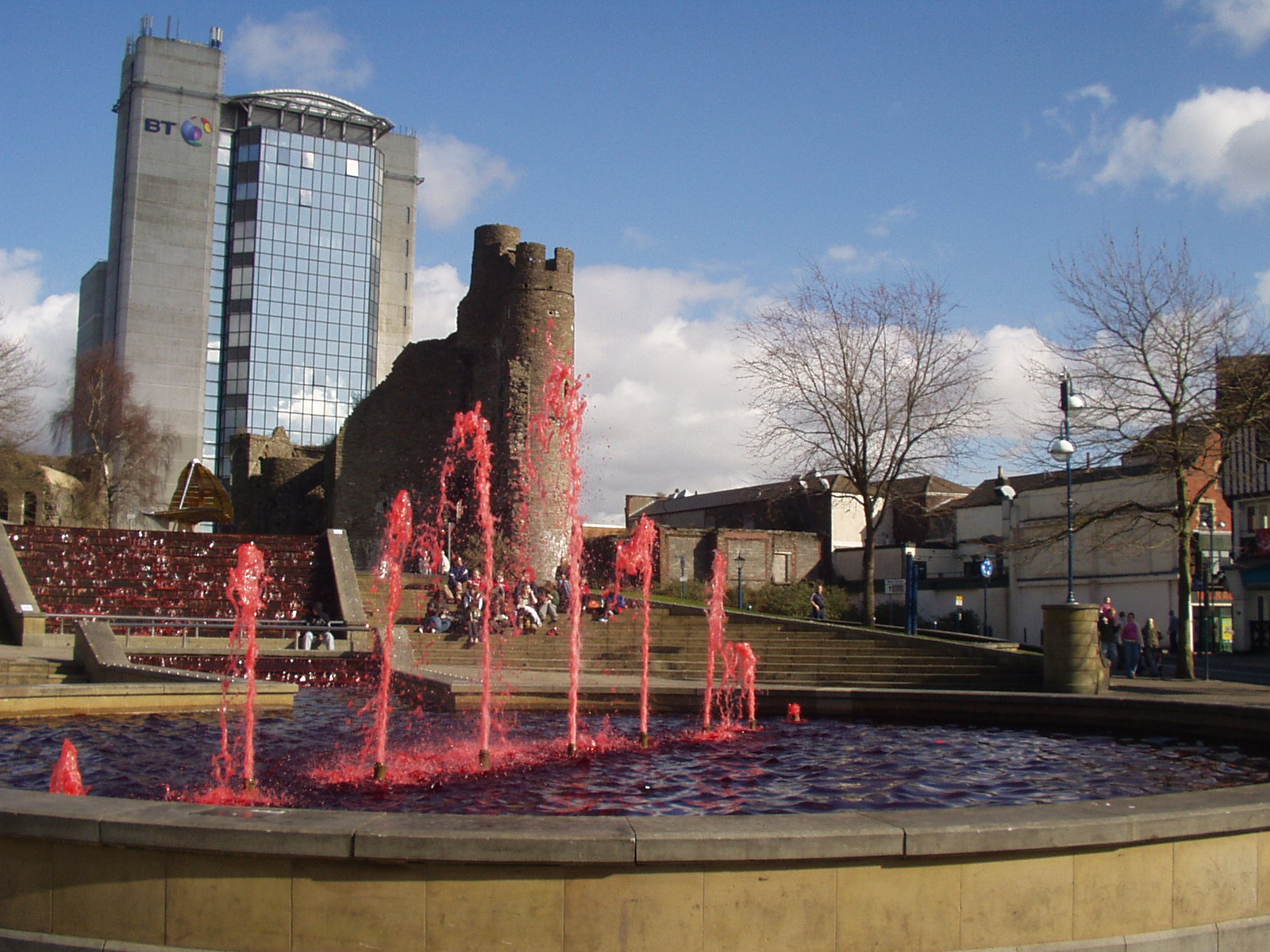
فواره آب به رنگ قرمز در قلعه مربع سوانزی بمناسبت روز سنت دیوید